# Ibrahim Faradż
Ibrahim Faradż Abd al-Hakim Muhammad, Ibrahim Farag Abdelhakim Mohamed (ar. إبراهيم فرج عبد الحكيم محمد; ur. 5 lutego 1990) – egipski zapaśnik walczący w stylu wolnym. Olimpijczyk z Londynu 2012, gdzie zajął trzynaste miejsce w kategorii 55 kg.
Dwukrotny uczestnik mistrzostw świata. Jego najlepszy wynik to dwudzieste czwarte miejsce w 2010. Brązowy medalista igrzysk śródziemnomorskich w 2013. Zdobył trzy medale na mistrzostwach Afryki, w tym złoty w 2010. Brązowy medalista mistrzostw śródziemnomorskich w 2013. Trzeci w MŚ juniorów z 2010 roku.
- Turniej w Londynie 2012

Przegrał obie walki, kolejno z Bułgarem Radosławem Welikowem i Gruzinem Wladimerem Chinczegaszwilim.